# قاعة مشاهير ناسكار
تكرم قاعة مشاهير ناسكار السائقين الذين أظهروا مهارة استثنائية في سباقات ناسكار والمدراء والمالكين والداعمين للسباقات كعامة.
قررت ناسكار بناء قاعة المشاهير في السادس من شهرمارس عام 2006 واختارت مدينة شارلوت في ولاية كارولاينا الشمالية كمقراً لها.تم بدأ العمل في السادس والعشرون من شهر ينايرعام 2007 وافتتح رسمياً في الحادي عشر من شهرمايوعام 2010 في السباق السادس والعشرون لنجوم ناسكار. توفر قاعة المشاهيرالمئات من الوظائف وهي من أهم مدخلات السياحة في شارلوت.بالإضافة إلى قاعة المشاهير، تم افتتاح ناسكار بلازا في شهرمايو من عام 2009وهو مبنى مكتبي مكون من عشرين طابق. تبلغ مساحة هذا المبنى 390 ألف قدم مربع (36 ألف مترمربع) ويتضمن المكاتب المتعلقة بقاعة المشاهير ووسائل الاعلام الرقمية لناسكار وقسم الرُّخص. وتشمل أيضاً مستأجرين آخرين مثل شراكة شارلوت الإقليمية ومجموعة لاوث للعقارات Lauth Property Group.ساعد ريتشارد بيتي وديلاين مان بكشف الستارعن أول قطعة أثرية في المعرض وهي سيارة بليموث بلفيديرplymouth belvedere التي قادها بيتي خلال 27 فوزعام 1967.
تملك حكومة مدينة شارلوت قاعة مشاهير ناسكار وكانت هي المسؤولة عن بناءها.ولكن تديرها السلطة الإقليمية لزوارشارلوت.وينستون كيلي Winston kelley هوالمديرالتنفيذي لقاعة الشهرة.تقود شركة بيكوب فريد وشركاءه العالمية جهود التصميم بينما شركة ليسلي روبسن وشركاءه Leslie E. Robertson Associatesهي المسؤولة عن الهندسة الهيكلية لهذا المشروع. شركة ليلتيل ديفيرسيفايد للاستشارات المعمارية (Little Diversified Architectural Consulting) ومقرها شارلوت هي الشركة المخولة للإشراف على جوانب تصميم وبناء المشروع. شركة توبين ستاروشركاءه (TobinStarr + Partners)هي المسؤولة عن هندسة الموقع ودعم بيكوب فريد وشركاءه عند الحاجة.هندسة وتصنيع موبيس الفولاذ الذي يلتف حول الهيكل كانت من شركة زانر (Zahner) من مدينة كانساس. كان تصميم المعرض من شركة رالف ابيلباوم (Ralph Appelbaum Associates) أما الإضاءة فهي من شركة تكنيكال ارتيستري (Technical Artistry).شركة توبينستاروشركاءه كانت هي المسؤولة عن قاعة الأرقام القياسية ومعرض المسافات.بدأت عمليات الحفر والهدم في الحادي والعشرين من شهر مايو عام 2007.

## اختيار الموقع
تم اختيار شارلوت كموقع مثالي من قبل المعجبين والمعلقين لما لها من تاريخ في سباقات السيارت القياسية وثراء هذا المجال بسائقي السباقات من ولاية كارولاينا الشمالية ووفرة مكاتب ناسكار في المنطقة وأيضا كثرة فرق المشاركة في السباقات الثلاث الأهم التي تتسابق فيها ناسكار وهي كأس سبرنت والسلسلة الدولية وسلسلة كامبينج ورلد ترك (Sprint Cup Series, Nationwide Series and Camping World Truck Series) مما يجعل 73% من موظفي رياضات السيارات في الولايات المتحدة يعملون في مكان يسمى ضفة ناسكار "ValleyNASCAR".تقع قاعة مشاهير ناسكار في الجزء العلوي من مدينة شارلوت وتبعد 25 دقيقة جنوب طريق شارلوت السريع.تم إغلاق الصفقة من قبل مالك ناسكار ريك هيندريك HendrickRick ثم المحافظ بات ماكوري McCroryPat ورائدي التجارة في شارلوت.وكلت شركة باي كوب فريد وشركاؤه Partners&FreedCobbPei بتصميم المنشآت التي ستبنى قرب مركز شارلوت للمؤتمرات.

## مبنى قاعة مشاهير ناسكار
يتكون المبنى ممايلي:
الطابق الأول:
المسرح عالي الأوكتينية TheaterOctaneHigh– صالة عرض تحت الطابق الأرضي وتعرض مقاطع الفيديو للحضور، وتشمل مقاطع تعريفية للمبتدئين.
الطابق الثاني:
سيرمونيال بلازا PlazaCeremonial– وهي «شُرفة» خارجية تحوي شاشة عرض.
طريق المجد – مكون من رصيف منحدر بـ 33 درجة (مماثل لتصميم تالاديجا سوبر سبيد واي {وهو مبنى مخصص لسيارات السباق في مدينة تيلاديجا في ولاية ألاباما}) ويعرض 18 سيارة سباق ويحيي 46 مسار سباق حالي وقديم.
القاعة الكبرى – يطلق عليها اسم تايمز سكوير القاعة، تحوي شاشة بمساحة 14 قدم (4.3م) في 18 قدم (5.5م) وتقام فيها المعارض الدورية.
استيديو 43 - أطلق عليه هذا الاسم تيمنا برقم سيارة ريتشارد بيتي (RichardPetty) وقد استخدمت كموقع لعروض ناسكار التليفزيونية.
الطابق الثالث:
قاعة الشرف - جدار مدور حيث تحفظ السيارات المكرمة والتي خدمت كقطع جمالية في المبنى ولكل منها معرضها الخاص.
محاكاة الناقلات وسيارات السباق - وُفرت المحاكاة من قبل iRacing.com. .
تجربة أسبوع السباق - محاكاة لأسبوع حقيقي في فرق ناسكار من الإعداد للسباق والفحص والتدريبات وحساب الوقت والسباق.
الطابق الرابع: 
سباق التراث – ستة عقود من تاريخ ناسكار يقطن هنا ويتضمن ذلك قطع زجاجية مغلقة تحوي نتاج صنعي من تاريخ سباقاتالسيارتالقياسية.
يحوي أيضا محلاً للهدايا ومقهى قاعة مشاهيرناسكار ومطعم (Buffalo Wild Wings) في الموقع.ويتضمن المشروع أيضاً توسعة تحوي قاعة حفلات.
طلب مراقب شارلوت من المفوض الشرعي لشارلوت استشارة قانونية تتطلب الإفصاح الكامل عن التفاصيل المادية، بالرغم من أن معظم المعلومات عن مناقصة شارلوت أعلنت طَوعاً.
الإعلان الشخصي المستخدم من قبل شارلوت لتسويق قاعة مشاهير ناسكار هو «بنيت السباقات هنا، وهنا تنتمي».

## المرشحون النهائيون الآخرون
المدن المرشحة الأخرى في وقت الإعلان كانت اتلانتا، جورجيا (Atlanta, Georgia) وشاطئ ديتونا، فلوريدا (Daytona Beach, Florida).

## صفقات أخرى
كانت ولاية ألاباما من المرشحين المحتملين للمكان ولكن لم تنافس مع المدن الأخرى من المحتمل أن يكون السبب وجود قاعة شرف سيارات السباق العالمية في تالاديجا وهي غير منتسبة لناسكار. والمنطقة الشمالية الوحيدة التي قدمت عروض التسعير كانت في ولاية ميشيغان.أعدت ديترويت عرض التسعير، لكن قرر المسؤولين عدم تقديمه. وكانت مدن ريتشموند وفرجينيا وكانساس سيتي وكانساس، في الواقع بين المرشحين الخمسة، ولكن بتاريخ 5 يناير 2006، أعلنت ناسكار أنها خرجت من التصفيات، تاركةً دايتونا وأتلانتا وشارلوت كمدن متبقية.
عملية الاختيار والتأهيل
التأهيل
يجب أن يكون السائقين السابقين نشطين في ناسكار لمدة 10 سنوات على الأقل ومتقاعدين لمدة ثلاث على الأقل.أما الغير سائقين فيكونون نشطين في المجال لمدة عشر سنوات على الأقل.وسوف ينظر في بعض المرشحين ذوي المهن الأقصر في الظروف الخاصة.
في 5 ديسمبر 2013، أعلنت ناسكار تغييرات على معايير التأهل: السائقين مؤهلين اذا كانوا بعمر 55 سنة قبل يوم ترشيح، وقد تنافسوا على الأقل 30 موسماً.
عملية الاختيار
الترشيح
تختار لجنة ترشيح مكونة من 20 عضوا المرشحين من المؤهلين.تتكون اللجنة من:
- سبعة من ممثلي ناسكار؛
- المدير التنفيذي لقاعة مشاهير ناسكار وينستون كيلي؛
- مؤرخ قاعة مشاهير ناسكار؛
- مالكي المسارات (اثنان من كل شركة، المؤسسة الدولية لسباقات السيارات (international Speedway corporation) وسباقات السيارات القياسية المتحدة (Speedway Motorsports Incorporated) وأسرة جورج (سباق انديانبوليس للمحركات Indianapolis Motor Speedway) وأسرة اجدالسكي the Igdalsky family (مضمار بوكونو للسباقات Pocono Raceway) وشركة دوفر العالمية للسباقات Dover International Speedway)
- أربع من مالكي ميادين السباق التاريخية القصيرة: مدرج بومان جراي في وينستون ساليم في ولاية كارولاينا الشمالية؛ ميدان جرينفيل بيكينز للسباق في إيسلي في ولاية كارولاينا الجنوبية؛ ميدانريفيرهيد للسباق في ريفيرهيد في نيويورك؛ وميدان ايروينديل للسباق في ايروينديل في ولاية كاليفورنيا. (منذ أن افتتح ميدان تويوتا للسباق عام 1999، فهو يتنفاس في هذا المجال مع ميادين ناسكار رغم أن الكثير منها مغلقة في الوقت الحالي)ميدان بوسطن الجنوبية في فيرجينيا أيضا يعد من الميادين المملوكة لأسرة اجدالسكي.

التنصيب 
بعد اختيار لجنة الترشيح قائمة المرشحين تتولى لجنة التصويت بأصواتها المكونة من 48 صوتاً وتتكون هذه اللجنة من أعضاء لجنة الترشيح وأعضاء آخرون وهم:
1. 14 من ممثلي الإعلام: ثلاث من الجهات: جمعية صحافة رياضات المحركات الوطنية (National Motorsports Press Association) ومحرري الجمعية الصحفية للرياضة وجمعية صحافة رياضات المحركات الشرقية وممثل واحدمن حاملي حقوق الاعلام الحالي: فوكس القرن الواحد والعشرين (21st Century Fox) وكومكاست (Comcast) وشبكة سباق السيارات (Motor Racing Network) وشبكة سباق الأداء (Performance Racing Network)
2. ممثل واحد من المصنعين الحاليين – شيفروليه وفورد وتويوتا.
3. ثلاث سائقين متقاعدين؛
4. ثلاث مالكين متقاعدين؛
5. ثلاث رؤساء طاقم متقاعدين؛
6. وطُبِّق في 2014 : بطل كأس سبرينت.
7. حق اقتراع واحد ويمثل نتيجة تصويت عالمية للمعجبين.

المُنَصَّبون:
| الشخص                             | العام | الدور                     | ملاحظات                                                                                           |
| --------------------------------- | ----- | ------------------------- | ------------------------------------------------------------------------------------------------- |
| دايل ايرناردت Dale Earnhardt      | 2010  | سائق ومالك                | سائق وبطل 7 بطولات، فاز في 76 سباق، وفاز في سباق ديتونيا 500 عام 1998                             |
| بيل فرانس الكبير Bill France, Sr. | 2010  | منظم                      | مؤسس ناسكار ومنظمها                                                                               |
| بيل فرانس الصغير Bill France, Jr. | 2010  | منظم                      | منظم ناسكار                                                                                       |
| جونيور جونسون Junior Johnson      | 2010  | سائق ومالك                | فائز في 50 سباق كسائق وفاز في سباق ديتونيا 500 عام 1960 ويملك بطولة 6 بطولات                      |
| ريتشارد بيتي Richard Petty        | 2010  | سائق ومالك                | سائق وبطل 7 بطولات، فاز في 200 سباق، وفاز في سباق ديتونيا 500 7 مرات                              |
| بوبي أليسون Bobby Allison         | 2011  | سائق                      | بطل عام 1983 فاز في 84 سباق وفاز في سباق ديتونيا 500 3 مرات                                       |
| نيد جارييت Ned Jarrett            | 2011  | سائق ومذيع تليفزيوني      | فاز في بطولتين و50 سباقاً.                                                                         |
| بَد مور Bud Moore                  | 2011  | مالك وحرفي تصليح السيارات | فاز في ثلاث بطولات و63 سباقاً                                                                      |
| دديفيد بيرسون David Pearson       | 2011  | سائق                      | سائق وبطل 3 بطولات، فاز في 105 سباق، وفاز في سباق ديتونيا 500 عام 1976                            |
| لي بيتي Lee Petty                 | 2011  | سائق ومالك                | سائق وبطل 3 بطولات، وفاز في سباق ديتونيا 500 الأول                                                |
| ريتشي إيفانز Richie Evans         | 2012  | سائق                      | بطل الدورات المعدلة لـ 9 مرات                                                                     |
| دايل اينمان Dale Inman            | 2012  | رئيس طاقم                 | بطل لـ 8 بطولات مع ريتشارد بيتي وتيري لابونتي                                                     |
| داريل والتريب Darrell Waltrip     | 2012  | سائق ومذيع تليفزيوني      | سائق وبطل 3 بطولات، فاز في 84 سباق، وفاز في سباق ديتونيا 500 عام 1989                             |
| جلين وود Glen Wood                | 2012  | مالك                      | مؤسس فريق سباق الإخوة الخشبي (Wood Brothers Racing) فاز في 98 سباقاً كمالك                         |
| كايل ياربروف Cale Yarborough      | 2012  | سائق                      | بطل 3 بطولات وفاز في 83 سباق وفاز في سباق ديتونيا 500 4 مرات                                      |
| بَك بيكر Buck Baker                | 2013  | سائق                      | فاز في بطولتين 46 سباقاً.                                                                          |
| كوتون اوينز Cotton Owens          | 2013  | سائق ومالك                | فاز في 9 سباقات ويملك سيارات قادها دايفيد بيرسون (David Pearson) وجونيور جونسون (Junior Johnson). |
| ايرب توماس Herb Thomas            | 2013  | سائق                      | فاز في بطولتين و48 سباقاً.                                                                         |
| رستي والاس Rusty Wallace          | 2013  | سائق ومذيع تليفزيوني      | فاز في بطولة عام 1989 و55 سباقاً.                                                                  |
| ليونارد وود Leonard Wood          | 2013  | رئيس طاقم                 | فاز في 96 سباق وساعد في تجديد وقفات السباق.                                                       |
| تيم فلوك Tim Flock                | 2014  | سائق                      | فاز في بطولتيين و39 سباقاً.                                                                        |
| موريس بيتي Maurice Petty          | 2014  | مالك ورئيس طاقم ومهندس.   | فائز في 200 سباق كسائق وفاز في سباق ديتونيا 500 7 مرات ويملك بطولة 7 بطولات                       |
| دايل جارييت Dale Jarrett          | 2014  | سائق ومذيع تليفزيوني      | بطل عام 1999 وفاز في 32 سباق وفاز في سباق ديتونيا500 3مرات                                        |
| جاك انجرام Jack Ingram            | 2014  | سائق                      | فاز في بطولتين و31 سباقاً.                                                                         |
| فايربول روبيرت Fireball Roberts   | 2014  | سائق                      | فائز في 33 سباق وفاز في سباق ديتونيا 500 عام 1962                                                 |
| بيل اليوت Bill Elliott            | 2015  | سائق                      | بطل عام 1988 وفاز في 44 سباق وفاز في سباق ديتونيا 500 مرتين.                                      |
| وينديل سكوت Wendell Scott         | 2015  | سائق                      | فاز في سباق واحد وهو أول أمريكي ذو أصل أفريقي يفوز في سباقات ناسكار                               |
| جو ويثرلي Joe Weatherly           | 2015  | سائق                      | فاز في بطولتين و 25 سباقاً.                                                                        |
| ريكس وايت Rex White               | 2015  | سائق                      | فاز في بطولة عام 1960 وفائز في 28 سباقاً.                                                          |
| فريد لورينزين Fred Lorenzen       | 2015  | سائق                      | فائز في 26 سباق وفاز في سباق ديتونيا 500 عام 1965                                                 |